# Agna (torrente)
L'Agna è un torrente che scorre in Toscana, facente parte del bacino idrografico dell'Ombrone Pistoiese e quindi dell'Arno.

## Percorso
Il torrente "nasce" dai rilievi posti a nord del comune di Montale in provincia di Pistoia. Si distingue in vari rami, da est ad ovest: Agna delle Banditelle , Agna degli Acquiputoli (o Della Docciola), Agna delle Conche. In particolare, l'Agna di Acquiputoli "nasce" in contrada Mezzane (43.990N 11.042E; 825 metri di quota) a lato della strada provinciale che da Tobbiana va a Cascina di Spedaletto. L'Agna di Banditelle confluisce in località Strignanella nell'Agna della Docciola che prosegue fino a Fognano dove si unisce nell'Agna delle Conche. Quest'ultima è a sua volta formata dalla confluenza del fosso di Spedaletto e fosso della Balza, entrambi con sorgenti in prossimità della Cascina di Spedaletto. L'Agna delle Conche alimenta l'acquedotto di Montale. Una grande parte delle sue acque è intercettata in località Luciaccio. Geograficamente il torrente Agna inizia dalla confluenza a Fognano fra i due rami: quello ormai ridotto dell'Agna delle Conche e quello dell'Agna di Acquiputoli.
Dopo circa 9 km confluisce con il torrente Bure per formare il Calice, affluente dell'Ombrone Pistoiese. 
Sono visibili nei vari rami montani i lavori fatti nel corso del tempo (costruzione di briglie e soglie) per stabilizzarne il corso. Lungo il corso principale o presso gore laterali sorgevano mulini per la lavorazione di prodotti agricoli (castagne etc.) o per la lavorazione di tessuti
Anche l'Agna come la Bure e la Brana ha subito la deviazione verso est del proprio corso nella parte finale a seguito di importanti lavori idraulici voluti dal Comune di Pistoia nel XII e XIII secolo. Tali opere portarono alla costruzione del canale artificiale del Calice che raccolse le acque dei torrenti predetti. In origine attraversava infatti l'abitato di Agliana in posizione mediana rispetto alle attuali chiese di San Piero e San Niccolò per poi confluire nell'Ombrone.

## Regime idrologico
Essendo un corso d'acqua collinare ed appenninico, l'Agna ha un regime tipicamente torrentizio, con imponenti piene in autunno e secche totali in estate. A causa di prelievi delle acque per fini agricoli, ma anche per alimentare l'acquedotto (zona di Luciaccio), la portata nel ramo della Agna delle Conche si riduce sensibilmente. Così l'alveo è quasi sempre asciutto nell'ultimo tratto, quello che fa da confine fra i comuni di Montemurlo, Montale e Agliana.
| Controllo di autorità | VIAF (EN) 315138401 · LCCN (EN) sh98006876 · GND (DE) 4547913-6 · J9U (EN, HE) 987007549347005171 |